# マリリンに逢いたい
『マリリンに逢いたい』（マリリンにあいたい）は、1988年公開の日本映画。
沖縄の阿嘉島の民宿で飼われていた雄犬シロが、対岸の座間味島にいる恋人の雌犬マリリンに逢うために海を泳いで渡った実話を元に製作された。原作・脚本は野沢尚。シロ役は本物のシロが演じたが、本物のマリリンは撮影当時すでに事故で他界していたため、他犬を用いた。

## あらすじ
東京で6年間を過ごした内気な青年、中里大輔は以前からの夢だった、故郷の沖縄・阿嘉島で民宿を開くための資金が貯まり引っ越し当日を迎える。捨て犬である雑種の雄の白い子犬は、奇跡的に出会った大輔に拾われた後阿嘉島に連れて行かれ、“シロ”と名付けられ彼の実家で飼われ始める。大輔は母に民宿経営の話をした後シロに友達を作ってあげようと、シェットランド・シープドッグの雌犬・“マリリン”がいる隣の座間味島にサバニ(小さな漁船)でシロと共に向かう。大輔はマリリンの飼い主の中学生・玉城佐和子に会いに行くと、そこで出会った女性旅行者・久保田皆美に一目惚れする。
しかし皆美は旅行を終えて島を出る所で、少し会話しただけで彼女が東京に帰ってしまい大輔は心残りとなってしまう。その後大輔は知人の協力を得て阿嘉島の海沿いに民宿を建て始め、休みの時はシロと遊びながら犬かきの練習に付きそう。数ヶ月後佐和子は恋愛に奥手な大輔に気を利かせて、皆美宛に成長したシロの写真を添えた手紙で民宿の完成を伝えて島に遊びに来るよう誘う。そんな中、都会で暮らしていたはずの大輔の兄・達郎が突然実家に戻り、大輔は民宿を手伝いたいと言う兄に手助けしてもらうことに。
数日後大輔は休暇を過ごしに阿嘉島にやって来た皆美との再会を喜び、2日後水中撮影する彼女のためにサバニで阿嘉島と座間味島の間にある海域に訪れる。数分後、犬かきで沖を泳ぐシロに驚いた大輔と皆美はサバニで後を追いながら、彼女はシロの様子をカメラに収める。海から座間味島に上陸しマリリンの家にたどり着いた2人は、その時初めてシロが恋人となったマリリンに会うため毎日海を泳いで渡っていたことを知り感動する。
その後もシロは海を泳いでマリリンに会って愛を育んでいくが、達郎は「海を泳ぐ犬」として民宿の宣伝にシロを利用することを考える。ある日達郎は大輔に無断でテレビ局スタッフに連絡を入れて沖縄本島の港にシロを連れ出すが、嫌がったシロが逃げ出してしまう。その後シロは、知らせを受けた大輔と皆美によって数時間後見つかるが野犬に襲われて右前足に怪我を負った状態だった。獣医に処置をしてもらったシロと共に大輔たちは阿嘉島に戻るが、その夜達郎のタバコの不始末により民宿が全焼し責任を感じた兄は島を出てしまう。
数日後大輔は佐和子からの電話でマリリンが体調を崩したことを知るが、シロが脚を怪我しているためそっちに行ってあげられないことを告げる。しかしシロはそのことを知ってか知らずかマリリンに会いたい気持ちが強くなり、まだ完治しきっていない足で海を泳いで座間味島に向かおうとする。

## キャスト
シロ
演 - シロ自身
雑種の白い犬。東京で前の飼い主にメロンの空き箱に入れられた状態でゴミ集積場に捨てられ、危うくゴミ収集車で回収される所を偶然ゴミを捨てに来た大輔に助けられる。冒頭では子犬だが、数ヶ月後の大輔の民宿完成頃には元気な成犬に育つ。飼われ始めた大輔の実家では、基本的に放し飼いされている。
マリリン
座間味島の玉城家で飼われている。トライカラーのコリーらしき犬種。子犬のシロと出会ってすぐに打ち解け、それ以来島にやって来る彼とじゃれたり座間味島を駆け回って遊ぶようになり、その後恋人同士となる。普段は犬小屋にチェーンで繋がれているが、佐和子と出かける時やシロと遊ぶ時はリードなしで過ごす。
久保田皆美（みなみ）
演 - 安田成美
東京でカメラアシスタントとして働いている。親に「カメラマンになれなかったら結婚する」との条件でしばらくの間猶予をもらい、カメラマンになることを目指している。冒頭で杏子、理恵と3人で座間味島に休暇に訪れ、その旅の帰り際に大輔と出会う。数ヶ月後大輔の民宿の宿泊客第一号として阿嘉島に訪れ、彼やシロとふれあいながら数日間を過ごす。趣味はスキューバーダイビング。実は恋人がいるが仕事と恋愛について悩み、心の中で結婚を迷っている。
中里大輔
演 - 加藤昌也
6年間東京の小さな製作所で働いていたが、阿嘉島の実家に戻ってくる。どちらかと言うと内向的な性格で人付き合いはあまり得意ではなく、辛いことから逃げる性分が身についている。実は3人きょうだいだったが、10年前に妹・りょうこを阿嘉島と座間味島の間の時々潮の流れが変わる海峡で亡くしており、その時自身もそばにいながら助けられなかったため責任を感じており、今でも時々その時の夢を見てうなされている。後日開業した民宿「ココ・クーラー」の経営や客集めなどの仕事には疎く、達郎に頼っている。妹の形見であるサンゴのかけらをチェーンに付けたものをいつも首からかけている。
中里達郎
演 - 三浦友和
大輔の兄。東京在住で北千住でプールバーを共同経営していたが、民宿完成直後に実家に戻ってくる。実家に戻る大輔が連れていた、名前のない状態のシロに「(毛の色が)白いからシロ」と呼んだことから、事実上のシロの名付け親である。大輔と正反対のような性格で社交性はあるが見栄っ張りでガサツであまり素行は良くない。実家に戻ってからは、客集めや民宿の宣伝に協力し始める。いつまでも妹の死に責任を感じて悩み続ける大輔のことを心の中で心配している。
中里かつ江
演 - 春川ますみ
大輔の母。島の小学校で清掃員らしき仕事をしながら一軒家で一人暮らししている。地元で民宿を始めることになった大輔を応援する。夫は15年前に領海侵犯になって抑留されたあと行方をくらましたため、自身の中では死んだことにしている。その夫に性格が似ている達郎にこれまで手を焼いており、実家に戻ってきた達郎がまた怪しげな商売をして借金を作って逃げ帰ったと疑う。
玉城佐和子
演 - 久我蛍子
座間味島で暮らす中学生。マリリンの直接の飼い主。冒頭で自宅の民宿に皆美たちが宿泊したため、親しくなった。大輔が皆美に好意を寄せ始めたことに気づき、後日内気な彼の気持ちを汲み取って彼女に阿嘉島に遊びに来るよう手紙を出す。その後マリリンがいつもと違う様子に気づき、獣医の診察である病気にかかっていることを知る。
玉城治子
演 - 入江若葉
玉城家と大輔とは顔なじみで親しくしている。民宿を経営しており、冒頭で宿泊しにきた皆美、杏子、理恵をもてなす。夫婦共にマリリンを可愛がっている。その後マリリンが病気になり心を痛める。
玉城元太郎
演 - 河原崎長一郎
治子の夫。沖縄本島からの連絡船で、子犬のシロを連れて阿嘉島に戻る大輔と久しぶりに会う。大輔からシロを飼うと聞いて、「阿嘉島には昔から野ネズミを退治するための多くのイタチがいるが、犬との相性が悪いため犬を飼うことを良く思わない人もいる」と告げる。
大輔の同僚
演 - 原吉実
東京で大輔が働いていた製作所の同僚。大輔と同じく製作所付属のアパートで暮らしている。仕事を辞めて実家に戻る大輔に「元気でな」と声をかける。
清掃職員
演 - 笑福亭鶴瓶（友情出演）
ゴミ収集車で東京の集積所を回ってゴミを回収する作業員。ある日ゴミ収集所で出会った大輔を、“子犬を空き箱に入れて捨てようとした人物”と思って叱る。勘違いではあるが、動物の命のことを考えて注意しているため悪い人ではない。
モデル
演 - 石野真子
車の宣伝用に起用されたモデル。東京で写真撮影の現場でカメラマンとそのアシスタントをする皆美たち撮影スタッフの前でポーズを決める。
皆美の友人か仕事仲間
演 - 杏子（石野陽子）、理恵（相楽晴子）
冒頭の座間味島に来た旅行者。東京から皆美と3人で泊りがけで訪れ、スキューバーダイビングなどを楽しむ。都会的で少々チャラチャラした感じの女性たちで、民宿で飼われているマリリンに変な冗談を言う。シロを連れた大輔と出会う。
尾形研司
演 - 嶋大輔
大輔の友人。座間味島の役場で働いている。民宿経営を始める大輔が物件を相談され、後日友人としてその建設作業を手伝う。民宿完成から間もない頃に座間味島でシロを見かけ、その日の夜大輔に会って「今日座間味島に来たか？島でシロを見かけたけど」と尋ねる。
おばあ
演 - 平良とみ
中里家の近所に住むおばあさん。かつ江と親しくしており、実家に戻った直後にどこかに行ってしまったシロを探す大輔と久しぶりに再会する。民宿の建築作業をする大輔たちにおにぎりなどを作ったり、民宿完成後の中里家の食事会に同席する。
獣医
演 - 鈴木清順
沖縄本島の動物病院の医師。本島で野良犬に襲われて右足をケガをしたシロを診察し処置を施す。

## スタッフ
- 監督：すずきじゅんいち
- 脚本・原作：野沢尚
- 撮影：鈴木達夫
- 美術：丸山裕司
- 照明：水野研一
- 音楽：梅垣達志
- 録音：伊藤晴康
- 編集：井上治
- 助監督：門奈克雄
- スチール：副田宏明
- ドッグトレーナー：宮忠臣
- 水中撮影：中村宏浩
- ロケ協力：座間味村役場、阿嘉島、琉球エアーコミューター、那覇市経済部観光課、玉城ロケーションサービス、琉球海運 ほか
- 現像：東京現像所
- スタジオ：にっかつ撮影所
- プロデューサー：莟宣次、大里俊博
- 製作協力：バズカンパニー
- 配給：松竹富士

## 主題歌
- 荻野目洋子「DEAR〜コバルトの彼方へ〜」

## 漫画
公開前に発売された『別冊コロコロコミックスペシャル』第23号にてコミカライズ読み切りが掲載された。作者は同雑誌に『ハチ公物語』のコミカライズなどの犬関連漫画を多数執筆していたさいとうはるお。人物や展開は雑誌の読者層に合わせて整理されていた。